# Svatyně Kumano Hajatama
Svatyně Kumano Hajatama (japonsky: 熊野速玉大社, Kumano Hajatama Taiša) je šintoistická svatyně na území města Šingú v prefektuře Wakajama v Japonsku. Ve svatyni jsou uctívána božstva Kumano Hajatama no Ókami (熊野速玉大神) a Kumano Fusumi no Ókami (熊野夫須美大神).
V červenci 2004 byla svatyně spolu s dalšími památkami na poloostrově Kii zapsána na Seznam světového dědictví UNESCO pod názvem Posvátná místa a poutní stezky v pohoří Kii. 